# 拓跋陪斤
拓跋陪斤（？—？），一名倍斤，拥有直勤头衔，追尊魏昭成帝拓跋什翼犍玄孙，假节、内都大官、征西大将军、常山康王拓跋素之子，北魏宗室、官员。

## 生平
和平二年，魏文成帝拓跋濬南巡，从定州前往邺城，三月丁巳朔（461年3月27日），魏文成帝在灵丘亲自射箭越过山峰，拓跋陪斤跟随参与了这次南巡。拓跋素死后，拓跋陪斤继承了常山王的爵位，出任平原镇都大将，转任东雍州刺史。之后拓跋陪斤因事获罪，常山王的封国被废除，死后谥号简。

## 家庭

### 父母
- 拓跋连，北魏使持节、侍中、征西大将、都督河西诸军事、内都坐大官、羽真、统万突镇都大将、常山康王[7][8]
- 赫连太妃，夏武烈帝赫连勃勃之女，赫连昌之妹[7][8]

### 兄弟
- 拓跋可悉陵，北魏中军都将、暨阳子
- 拓跋忠，北魏侍中、镇西将军、右仆射、城阳宣公
- 元德，北魏镇南将军、河间简公
- 元赞，北魏卫将军、左仆射、晋阳肃伯
- 拓跋贷敦，北魏内三郎
- 元菩萨，北魏赵郡王
- 元淑，北魏使持节、平北将军、肆朔燕三州刺史，都督柔玄御夷怀荒三镇二道诸军事、平城镇将

### 妻妾
- 宇文氏，后为太妃[7]
- 赫连氏，夏武烈帝赫连勃勃之女，赫连昌之妹，生元老德[3]

### 子女
- 元老德，北魏内三郎、北秀容郡太守[3]
- 元昭，第三子，北魏散骑常侍、征南将军、殿中尚书
- 元绍，北魏凉州刺史